# Nazionale femminile di pallavolo della Svezia
La nazionale femminile di pallavolo della Svezia è una squadra europea composta dalle migliori giocatrici di pallavolo della Svezia ed è posta sotto l'egida della Federazione pallavolistica della Svezia.

## Rosa
Segue la rosa delle giocatrici convocate per la Volleyball Challenger Cup 2024.
| N° | Nome               | Ruolo | Data di nascita   | Squadra         |
| -- | ------------------ | ----- | ----------------- | --------------- |
| 3  | Linda Andersson    | C     | 12 gennaio 1998   | MÁV Előre       |
| 5  | Cecilia Malm       | S     | 30 settembre 2002 | Hylte/Halmstad  |
| 7  | Hedda Broberg      | C     | 13 novembre 2001  | Örebro          |
| 11 | Alexandra Lazić    | S     | 24 settembre 1994 | Firenze         |
| 12 | Hilda Gustafsson   | P     | 25 dicembre 2002  | Vandœuvre Nancy |
| 13 | Filippa Brink      | L     | 22 ottobre 2001   | Engelholms      |
| 15 | Kirsten Van Leusen | C     | 15 febbraio 1998  | Sliedrecht      |
| 16 | Vilma Andersson    | P     | 4 dicembre 1999   | Hylte/Halmstad  |
| 17 | Anna Haak          | S     | 19 settembre 1996 | Cuneo Granda    |
| 18 | Julia Nilsson      | C     | 2 maggio 1997     | Engelholms      |
| 19 | Paulina Lindberg   | O     | 19 maggio 2002    | Örebro          |
| 20 | Saga Nilsson       | S     | 19 ottobre 2001   | Gislaved        |
| 25 | Emmy Andersson     | L     | 5 marzo 1998      | Hylte/Halmstad  |

## Risultati

### Competizioni CEV
| 1949 | non qualificata | -            |
| 1950 | non qualificata | -            |
| 1951 | non qualificata | -            |
| 1955 | non qualificata | -            |
| 1958 | non qualificata | -            |
| 1963 | non qualificata | -            |
| 1967 | 15º posto       | Convocazioni |
| 1971 | 15º posto       | Convocazioni |
| 1975 | non qualificata | -            |
| 1977 | non qualificata | -            |
| 1979 | non qualificata | -            |
| 1981 | non qualificata | -            |
| 1983 | 12º posto       | Convocazioni |
| 1985 | non qualificata | -            |
| 1987 | non qualificata | -            |
| 1989 | non qualificata | -            |
| 1991 | non qualificata | -            |
| 1993 | non qualificata | -            |
| 1995 | non qualificata | -            |
| 1997 | non qualificata | -            |
| 1999 | non qualificata | -            |
| 2001 | non qualificata | -            |
| 2003 | non qualificata | -            |
| 2005 | non qualificata | -            |
| 2007 | non qualificata | -            |
| 2009 | non qualificata | -            |
| 2011 | non qualificata | -            |
| 2013 | non qualificata | -            |
| 2015 | non qualificata | -            |
| 2017 | non qualificata | -            |
| 2019 | non qualificata | -            |
| 2021 | 8º posto        | Convocazioni |
| 2023 | 16º posto       | Convocazioni |

| 2009 | non qualificata | -            |
| 2010 | non qualificata | -            |
| 2011 | non qualificata | -            |
| 2012 | non qualificata | -            |
| 2013 | non qualificata | -            |
| 2014 | non qualificata | -            |
| 2015 | non qualificata | -            |
| 2016 | non qualificata | -            |
| 2017 | 11º posto       | Convocazioni |
| 2018 | non qualificata | -            |
| 2019 | 10º posto       | Convocazioni |
| 2021 | non qualificata | -            |
| 2022 | non qualificata | -            |
| 2023 | 2º posto        | Convocazioni |
| 2024 | 1º posto        | Convocazioni |
| 2025 | 4º posto        | Convocazioni |

| 2018 | 1º posto        | Convocazioni |
| 2019 | non qualificata | -            |
| 2021 | non qualificata | -            |
| 2022 | 1º posto        | Convocazioni |
| 2023 | non qualificata | -            |
| 2024 | non qualificata | -            |
| 2025 | non qualificata | -            |

### Competizioni estinte
| 2018 | non qualificata | -            |
| 2019 | non qualificata | -            |
| 2022 | non qualificata | -            |
| 2023 | 2º posto        | Convocazioni |
| 2024 | 6º posto        | Convocazioni |